# Tres dies amb la família
Tres dies amb la família is een Spaanse film uit 2009, geregisseerd door Mar Coll.

## Verhaal
Na de dood van zijn grootvader keert Léa terug naar Girona. Ze brengt er drie dagen door met haar familie, die ze niet meer heeft gezien sinds ze naar het buitenland ging om te studeren. Gedurende deze drie dagen komt de ware aard naar boven van de relaties binnen de familie.

## Rolverdeling
| Acteur                    | Personage   |
| ------------------------- | ----------- |
| Nausicaa Bonnín           | Léa         |
| Eduard Fernández          | Josep Maria |
| Philippine Leroy-Beaulieu | Joëlle      |
| Ramon Fontserè            | Pere        |
| Francesc Orella           | Toni        |
| Amàlia Sancho             | Virginia    |
| Aida Oset                 | Mar         |
| Artur Busquets            | Pau         |
| Isabel Rocatti            | Montse      |
| Maria Ribera              | Laia        |
| Greta Fernández           | Bet         |

## Ontvangst

### Prijzen en nominaties
Een selectie:
| Jaar | Evenement                       | Categorie                  | Genomineerde    | Resultaat   |
| ---- | ------------------------------- | -------------------------- | --------------- | ----------- |
| 2010 | Premios Goya (24ste uitreiking) | Beste debuterend actrice   | Nausicaa Bonnín | Genomineerd |
| 2010 | Premios Goya (24ste uitreiking) | Beste debuterend regisseur | Mar Coll        | Gewonnen    |